# Utahterritoriet

Utahterritoriets utveckling från 1850, då det bildades av Kongressen, till 1896, då det upphöjdes till delstat.

Utahterritoriet (engelska: Utah Territory) var tidigare ett organiserat territorium i USA. Territoriet bildades efter att mormonernas delstat Deseret inte erkänts av regeringen, och fanns under perioden 9 september 1850–4 januari 1896, och bestod till större delen av det som den 4 januari 1896 blev den amerikanska delstaten Utah. I början ingick bland annat även det som senare blev delstaten Nevada, vilket 1861 bröts ur och bildade Nevadaterritoriet. Territoriet omfattade ursprungligen även mindre delar av nuvarande Colorado och Wyoming.
Salt Lake City var huvudstad i Utahterritoriet och är fortfarande huvudstad i den nuvarande delstaten Utah.
Det fanns ett politiskt motstånd mot mormonerna; i synnerhet kritiserades sista dagars heliga-rörelsens utövande av polygami, och det dröjde till 1896, efter månggiftets avskaffande, innan Utah accepterades som delstat i USA, vilket kan jämföras med grannen Nevada, som blev en delstat redan 1864.

### Fotnoter
1. ↑  ”Utah” (på engelska). World Statesmen. http://www.worldstatesmen.org/US_states_S-U.html#Utah. Läst 20 juli 2015.